# Rowan's Ravine Provincial Park
Rowan's Ravine Provincial Park är en park i Kanada.   Den ligger i provinsen Saskatchewan, i den sydöstra delen av landet, 2 300 km väster om huvudstaden Ottawa. Rowan's Ravine Provincial Park ligger 496 meter över havet.
Terrängen runt Rowan's Ravine Provincial Park är platt, och sluttar västerut. Runt Rowan's Ravine Provincial Park är det mycket glesbefolkat, med 4 invånare per kvadratkilometer.. Närmaste större samhälle är Strasbourg, 17,5 km nordost om Rowan's Ravine Provincial Park.
Trakten runt Rowan's Ravine Provincial Park består till största delen av jordbruksmark.